# 1981년 여자 하키 월드컵
1981 여자 하키 월드컵은 아르헨티나 부에노스 아이레스에서 열린 4번째 여자 하키 월드컵이다.